# 中国自由贸易试验区
中国自由贸易试验区（英語：China Pilot Free Trade Zone），是中華人民共和國设立的自由贸易园区，是指在主权国家或者地区的关境以外，划出特定的区域，准许外国商品豁免关税自由进出。目前，中国大陆31个省级行政区中已有22个被批准建立自由贸易实验区。
2011年，中國大陸中央政府初步确立了在青岛、天津、上海和深圳等地建立自由贸易区的规划与设想。2013年9月29日，上海自由贸易区最先挂牌成立，成为中国第一个自由贸易试验区。另2015年、2017年、2018年、2019年、2020年、2023年相繼公布自貿新片區，請詳見附表之說明。
2020年前10个月，中国大陆18家自贸试验区（不算2020年新设立的北京，湖南，安徽三个自贸试验区）进出口总额为3.8万亿元人民币，占中国大陆的14.8%；18家自贸试验区实际利用外资1310.1亿元人民币，占中国大陆的16.4%，2019年，18个自贸试验区累计新设企业约31.9万家，其中外资企业6242家，进出口总额4.6万亿元，实际利用外资1435.5亿元，占中国大陆14. 6%的进出口和15. 2%的外商投资。

## 列表
| 國務院批准成立时间      | 名称                                              | 片区                                                                                | 面积（km²）         | 发展目标 | 所属地区 |
| ----------------------- | ------------------------------------------------- | ----------------------------------------------------------------------------------- | ------------------- | --- | -------- |
| 第一批：2013年 9月29日  | 中国（上海）自由贸易试验区                        | - 上海外高桥保税区 - 上海外高桥保税物流园区 - 洋山保税港区 - 上海浦东机场综合保税区 | 28.78               | 具有国际水准的投资贸易便利、货币兑换自由、监管高效便捷、法制环境规范的自由贸易试验区 | 华东地区 |
| 第二批：2015年 4月21日  | 中国（天津）自由贸易试验区                        | - 天津港片区 - 天津机场片区 - 滨海新区中心商务片区                                  | 119.9               | 投资便利、法制规范、监管有效等的国际一流自由贸易园区 | 华北地区 |
| 第二批：2015年 4月21日  | 中国（福建）自由贸易试验区                        | - 平潭片区 - 厦门片区 - 福州片区                                                    | 118.04              | 增强台闽合作，拓展海上丝绸之路相关国家合作的深度和广度 | 华东地区 |
| 第二批：2015年 4月21日  | 中国（广东）自由贸易试验区                        | - 广州南沙新区片区 - 深圳前海蛇口片区 - 珠海横琴新区片区                            | 116.2               | 投资便利、法制规范、监管有效等的国际高标准的自由贸易区 | 华南地区 |
| 第二批：2015年 4月21日  | 中国（上海）自由贸易试验区 （进一步深化改革开放） | - 陆家嘴金融片区 - 金桥开发片区 - 张江高科技片区                                    | 91.94               | 建设成为开放度最高的投资贸易便利、货币兑换自由、监管高效便捷、法制环境规范的自由贸易园区。                                                                                                   | 华东地区 |
| 第三批：2017年 4月1日   | 中国（辽宁）自由贸易试验区                        | - 沈阳片区 - 大连片区 - 营口片区                                                    | 119.89              | 切实转变政府职能、深化投资领域改革、推进贸易转型升级、深化金融领域开放创新、加快老工业基地结构调整和加强东北亚区域开放合作                                                                   | 东北地区 |
| 第三批：2017年 4月1日   | 中国（浙江）自由贸易试验区                        | - 舟山离岛片区 - 舟山岛北部片区 - 舟山岛南部片区                                    | 119.95              | 投资贸易便利、高端产业集聚、法治环境规范、金融服务完善、监管高效便捷、辐射带动作用突出，以油品为核心的大宗商品全球配置能力显著提升，对接国际标准初步建成自由贸易港区先行区                   | 华东地区 |
| 第三批：2017年 4月1日   | 中国（湖北）自由贸易试验区                        | - 武汉片区 - 宜昌片区 - 襄阳片区                                                    | 119.96              | 成为中部有序承接产业转移示范区、战略性新兴产业和高技术产业集聚区、全面改革开放试验田和内陆对外开放新高地                                                                                     | 华中地区 |
| 第三批：2017年 4月1日   | 中国（河南）自由贸易试验区                        | - 郑州片区 - 洛阳片区 - 开封片区                                                    | 119.77              | 交通物流通达、高端产业集聚、投资贸易便利、监管高效便捷、辐射带动明显的高水平自由贸易园区 | 华中地区 |
| 第三批：2017年 4月1日   | 中国（重庆）自由贸易试验区                        | - 两江片区 - 西永片区 - 果园港片区                                                  | 119.98              | 便利投资贸易、聚集高端产业、高效便捷的监管、完善的金融服务、规范的法治环境、为西南地区、长江经济带及一带一路各点、线、面发挥辐射带动作用                                                     | 西南地区 |
| 第三批：2017年 4月1日   | 中国（四川）自由贸易试验区                        | - 成都天府新区片区 - 成都青白江铁路港片区 - 川南临港片区                            | 119.99              | 法治环境规范、投资贸易便利、创新要素集聚、监管高效便捷、协同开放效果显著的高水平高标准自由贸易园区                                                                                           | 西南地区 |
| 第三批：2017年 4月1日   | 中国（陕西）自由贸易试验区                        | - 西安中心片区 - 西安国际港务区片区 - 杨凌示范区                                    | 119.95              | 投资贸易便利、高端产业聚集、金融服务完善、人文交流深入、监管高效便捷、法治环境规范的高水平高标准自由贸易园区                                                                                 | 西北地区 |
| 第四批：2018年 10月16日 | 中国（海南）自由贸易试验区                        | 不適用                                                                              | 仅海南岛 33,920 km² | 以供给侧结构性改革为主线，建设自由贸易试验区和中国特色自由贸易港，发挥自身优势，大胆探索创新，着力打造全面深化改革开放试验区、国家生态文明试验区、国际旅游消费中心、国家重大战略服务保障区   | 华南地区 |
| 第五批：2019年 7月27日  | 中国（上海）自由贸易试验区 擴圍                   | - 临港新片区                                                                        | 119.5               | 具有较强国际市场影响力和竞争力的特殊经济功能区 | 华东地区 |
| 第六批：2019年 8月26日  | 中国（山东）自由贸易试验区                        | - 济南片区 - 青岛片区 - 烟台片区                                                    | 119.98              | 加快推进新旧发展动能接续转换、发展海洋经济，形成对外开放新高地，提出了培育贸易新业态新模式、加快发展海洋特色产业和探索中日韩三国地方经济合作等                                               | 华东地区 |
| 第六批：2019年 8月26日  | 中国（江苏）自由贸易试验区                        | - 南京片区 - 苏州片区 - 连云港片区                                                  | 119.97              | 打造开放型经济发展先行区、实体经济创新发展和产业转型升级示范区，提出了提高境外投资合作水平、强化金融对实体经济的支撑和支持制造业创新发展                                                     | 华东地区 |
| 第六批：2019年 8月26日  | 中国（广西）自由贸易试验区                        | - 南宁片区 - 钦州港片区 - 崇左片区                                                  | 119.99              | 建设西南中南西北出海口、面向东盟的国际陆海贸易新通道，形成21世纪海上丝绸之路和丝绸之路经济带有机衔接的重要门户，提出了畅通国际大通道、打造对东盟合作先行先试示范区和打造西部陆海联通门户港等 | 华南地区 |
| 第六批：2019年 8月26日  | 中国（河北）自由贸易试验区                        | - 雄安片区 - 正定片区 - 曹妃甸片区 - 大兴机场片区                                   | 119.97              | 建设国际商贸物流重要枢纽、新型工业化基地、全球创新高地和开放发展先行区，提出了支持开展国际大宗商品贸易、支持生物医药与生命健康产业开放发展等                                                 | 华北地区 |
| 第六批：2019年 8月26日  | 中国（云南）自由贸易试验区                        | - 昆明片区 - 红河片区 - 德宏片区                                                    | 119.86              | 打造“一带一路”和长江经济带互联互通的重要通道，建设连接南亚东南亚大通道的重要节点，推动形成我国面向南亚东南亚辐射中心、开放前沿，提出了创新沿边跨境经济合作模式和加大科技领域国际合作力度等   | 西南地区 |
| 第六批：2019年 8月26日  | 中国（黑龙江）自由贸易试验区                      | - 哈尔滨片区 - 黑河片区 - 绥芬河片区                                                | 119.85              | 深化产业结构调整，打造对俄罗斯及东北亚区域合作的中心枢纽，提出了加快实体经济转型升级、推进创新驱动发展和建设面向俄罗斯及东北亚的交通物流枢纽等                                               | 东北地区 |
| 第七批：2020年 9月21日  | 中国（北京）自由贸易试验区                        | - 科技创新片区 - 国际商务服务片区 - 高端产业片区                                    | 119.68              | 建设具有全球影响力的科技创新中心，加快打造服务业扩大开放先行区、数字经济试验区，着力构建京津冀协同发展的高水平对外开放平台等                                                                 | 华北地区 |
| 第七批：2020年 9月21日  | 中国（湖南）自由贸易试验区                        | - 长沙片区 - 岳阳片区 - 郴州片区                                                    | 119.76              | 打造世界级先进制造业集群、联通长江经济带和粤港澳大湾区的国际投资贸易走廊、中非经贸深度合作先行区和内陆开放新高地等                                                                           | 华中地区 |
| 第七批：2020年 9月21日  | 中国（安徽）自由贸易试验区                        | - 合肥片区 - 芜湖片区 - 蚌埠片区                                                    | 119.86              | 推动科技创新和实体经济发展深度融合，加快推进科技创新策源地建设、先进制造业和战略性新兴产业集聚发展，形成内陆开放新高地等                                                                     | 华东地区 |
| 第七批：2020年 9月21日  | 中国（浙江）自由贸易试验区扩展区域                | - 杭州片区 - 宁波片区 - 金义片区                                                    | 119.5               | 打造以油气为核心的大宗商品资源配置基地、新型国际贸易中心、国际航运和物流枢纽、数字经济发展示范区和先进制造业集聚区等                                                                         | 华东地区 |
| 第八批：2023年 11月1日  | 中国（新疆）自由贸易试验区                        | - 乌鲁木齐片区 - 喀什片区 - 霍尔果斯片区                                            | 179.66              | 以制度创新为核心，以可复制可推广为基本要求，打造促进中西部地区高质量发展的示范样板，充分发挥新疆“五口通八国、一路连欧亚”的区位优势。打造与中亚南亚等周边国家交流合作的重要平台。             | 西北地区 |

- 上海自贸区
- 天津自贸区
- 福建自贸区
- 江苏自贸区

## 专职智库
2015年，上海财经大学、对外经贸大学、南开大学、中山大学、上海交通大学、华东政法大学、上海对外经贸大学和天津财经大学等多所高校协同成立了中国自由贸易试验区协同创新中心。